# 23. Panzer-Division
La 23. Panzer-Division (23ª divisione corazzata) fu una formazione corazzata tedesca della seconda guerra mondiale.
Nata nel settembre 1941 in Francia, venne trasferita nel settore sud del fronte orientale nell'aprile 1942 per partecipare alla nuova offensiva generale tedesca (operazione Blu); dopo una brillante avanzata nel Caucaso, la divisione venne richiamata nel settore del Don nel dicembre 1942 per tentare di sbloccare le truppe tedesche accerchiate a Stalingrado (operazione Tempesta Invernale). Dopo il fallimento di questa difficile missione la 23ª si ritirò progressivamente, pur combattendo coraggiosamente, prima in Ucraina e poi in Polonia nell'ottobre 1944. Venne infine trasferita in Ungheria e in Slovacchia per contenere le offensive finali dell'Armata Rossa in quelle regioni.
Il personale di questa divisione portava un distintivo semi-ufficiale nel cappello e nella spalla destra dell'uniforme recante il simbolo dell'unità. Tra gli ufficiali della 23. Panzer-Division che più si distinsero negli incessanti combattimenti sul fronte orientale figurarono Fritz Fechner, Joachim Sander e Nikolaus von Vormann (comandante della divisione del 1942-43).

## Storia
| Luogo                         | Periodo             |
| Francia                       | set 1941 - apr 1942 |
| Fronte orientale, settore sud | apr 1942 - ago 1944 |
| Polonia                       | ago 1944 - ott 1944 |
| Ungheria                      | ott 1944 - apr 1945 |
| Slovenia e Austria            | apr 1945 - mag 1945 |

### Operazione Blu e avanzata nel Caucaso
La 23. Panzer-Division venne creata vicino a Parigi il 25 settembre 1941 grazie ad unità appena create e a reparti della 101ª brigata corazzata e della 5ª divisione corazzata, equipaggiate con carri di preda bellica francesi.
Sebbene non ancora completa, l'unità nel gennaio 1942 presidiò il confine con la Francia di Vichy sotto la 1ª armata, quindi ad aprile passò nella riserva del Gruppo d'armate Sud al fronte orientale per combattere un mese dopo la seconda battaglia di Char'kov, conclusasi con una vittoria della Wehrmacht. Dopo un breve periodo passato sulla difensiva, la divisione riprese l'iniziativa (fine giugno - inizio luglio) con l'operazione Blu avanzando oltre il fiume Oskol, attraversandolo a sud di Voronež, in direzione del Don, deviando ancora a sud toccando Rossoš', Čertkovo, Millerovo e infine Nikolaevka, raggiunta alla fine di luglio. L'avanzata non si fermò e, trasferita dalla 6ª armata alla 1ª armata corazzata, uomini e carri armati proseguirono verso il Caucaso giungendo fino al Kuban' e al Kuma combattendo in seguito sul Terek e nel settore Nal'čik-Ordzhonikidze fino alla fine di novembre (nella metà dello stesso mese intanto erano in forza alla 23. Panzer-Division 5 Panzer II, 27 Panzer III e 8 Panzer IV).

### Da Stalingrado al Dniepr
Le gravi difficoltà della 6ª Armata del generale Friedrich Paulus, accerchiata dal 23 novembre 1942 nella grande sacca di Stalingrado, spinsero la Wehrmacht a preparare un contrattacco per rompere il blocco dell'Armata Rossa e accorrere in soccorso delle truppe. L'operazione Tempesta Invernale iniziò il 12 dicembre 1942 e la 23 Panzer-Division venne richiamata d'urgenza dal Caucaso per prendere parte, pur già molto indebolita e ridotta a circa 30 carri armati, al disperato contrattacco inquadrata nella 4. Panzerarmee del generale Hermann Hoth. L'operazione terminò con un completo fallimento; la 23. Panzer venne bloccata e respinta il 29 dicembre fin dietro Kotel'nikovo.
Una volta difesa la testa di ponte di Proletarsk sul Manyč, venne dislocata a sud di Rostov per difendere la stazione ferroviaria della città, ad inizio febbraio, ma fu costretta a ripiegare dietro il Mius due settimane dopo. Dopo questi insuccessi l'unità contribuì alla sconfitta del 4º Corpo meccanizzato delle guardie che era rimasto isolato a ovest del Mius, e il 20 marzo fu ritirata dal fronte per un periodo di riposo e riorganizzazione a Donec'k durante il quale assorbì il kampfgruppe "Burgsthaler" dell'ormai inesistente 22. Panzer-Division.
Il 18 luglio 1943 ritornò nella riserva del Gruppo d'armate Sud difendendo Dmitriyevka (fino al 2 agosto), sul Mius, Izjum (16 - 27 agosto), sul Donec, attaccando Kramators'k e facendo indietreggiare i sovietici dalla zona (6 - 11 settembre); il 16 settembre iniziò una nuova ritirata con continui combattimenti fino al Dnepr e nelle città lungo il fiume (P"jatychatky, Kremenčuk, Annovka tra le tante) che si prolungarono fino al 18 ottobre quando arrivò dalla 1ª armata corazzata l'ordine di indietreggiare fino a Kryvyj Rih, luogo di scontri fino al gennaio del nuovo anno, il 1944.

### Battaglie nei Balcani e in Ungheria

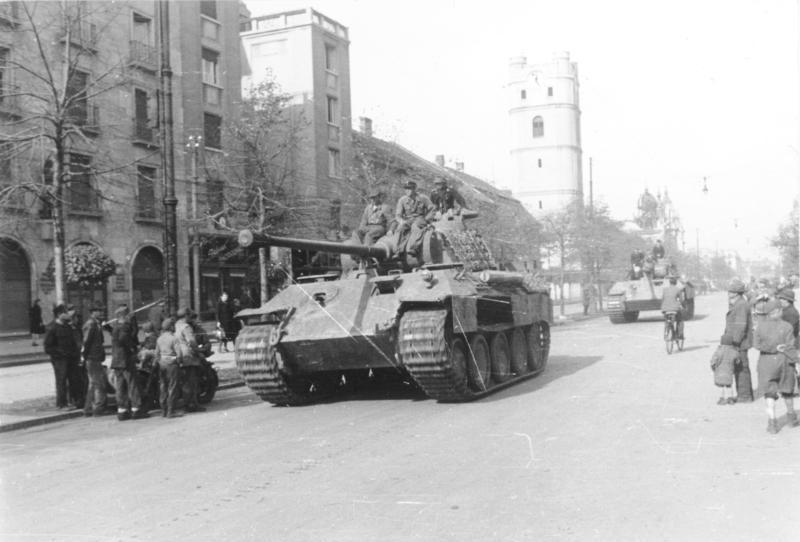
Panther, forse della 23. Panzer-Division, a Debrecen nell'ottobre 1944

Di nuovo con la 6ª armata (la 23. Panzer-Division durante la ritirata dopo la fallimentare operazione Tempesta Invernale orbitò sempre tra questa grande unità e la 1ª armata corazzata) si registrò un ulteriore arretramento del fronte impostato prima sul Buh Meridionale e poi, ad inizio aprile, sulla Transnistria, il Prut e nella città rumena di Iași. I 10 Panzer IV ed i 26 Panzer V della divisione operativi alla fine di maggio si trasferirono all'8ª armata contrattaccando nel suo settore di competenza e il 29 luglio vennero trasportati in Polonia meridionale per operare nella zona di Jasło-Krosno e ritirarsi poi a Mielec e Baranów Sandomierski, con l'offensiva Leopoli-Sandomierz sovietica che li obbligò a battersi a Sandomierz e Opatów insieme alla 4ª armata corazzata (agosto 1944).
Tra il 22 e il 26 settembre, passando per Budapest, affrontò il nemico a sud di Cluj-Napoca e Oradea (di nuovo in Romania, con il Gruppo d'armate Ucraina Nord) ma dovette ritornare in Ungheria all'inizio di ottobre affrontando la battaglia di Debrecen. Alla fine del mese combatté tra il Tibisco e il Danubio. Ulteriori azioni di fuoco si susseguirono a Székesfehérvár, Jászberény, Nagykőrös, Örkény (fine novembre 1944 - inizio gennaio 1945) e di nuovo a Székesfehérvár (7 gennaio - 24 febbraio) dove la divisione affrontò i sovietici a nord (Pécs) e tra il Lago di Velence e il Balaton agli ordini della 6ª armata, sostituita dalla 6ª armata corazzata SS nel tentativo, infruttuoso, di rompere l'assedio di Budapest. Ai 6 Panzer IV, 7 Panzer V e 7 cannoni d'assalto superstiti della 23. Panzer-Division non rimase altra scelta se non quella di cercare riparo dentro i confini della Germania nazista a Bad Radkersburg (inizio aprile) e a Mureck (inizio maggio).
Il 7 maggio 1945 la divisione uscì dai ranghi della 2ª armata corazzata per consegnarsi il giorno dopo agli inglesi giunti nel frattempo nella zona di Tamsweg-Mauterndorf.

## Ordine di battaglia
1941
- 23. Schützen-Brigade (23ª brigata fanteria meccanizzata)
  - 126. Schützen-Regiment (126º reggimento fanteria meccanizzata)
    - Schützen-Bataillon I (1º battaglione fanteria meccanizzata)
    - Schützen-Bataillon II

  - 128. Schützen-Regiment
    - Schützen-Bataillon I
    - Schützen-Bataillon II

  - 23. Kradschützen-Bataillon (23º battaglione motociclisti)
- 201. Panzer-Regiment (201º reggimento corazzato)
  - Panzer-Abteilung I
  - Panzer-Abteilung II
  - Panzer-Abteilung III
- 128. Artillerie-Regiment (128º reggimento artiglieria)
  - Artillerie-Abteilung I
  - Artillerie-Abteilung II
  - Artillerie-Abteilung III
- 23. Aufklürungs-Abteilung (23º battaglione ricognizione)
- 128. Panzerjäger-Abteilung (128º battaglione cacciacarri)
- 51. Pionier-Bataillon (51º battaglione del genio)
- 128. Nachrichten-Abteilung (128º battaglione comunicazioni)

1943
- Stab (quartier generale)
- 201. Panzer-Regiment (dal 16/08/1943 23. Panzer-Regiment)
  - Panzer-Abteilung I (1º battaglione corazzato)
  - Panzer-Abteilung II
- 126. Panzergrenadier-Regiment (126º reggimento panzergrenadier)
  - Panzergrenadier-Bataillon I
  - Panzergrenadier-Bataillon II
- 128. Panzergrenadier-Regiment
  - Panzergrenadier-Bataillon I
  - Panzergrenadier-Bataillon II
- 128. Panzerjäger-Battalion
- 23. Aufklärungs-Battalion
- 128. Panzer-Artillerie-Regiment
  - Panzer-Artillerie-Abteilung I
  - Panzer-Artillerie-Abteilung II
  - Panzer-Artillerie-Abteilung III
- 278. Heeres Flak-Abteilung (278º distaccamento FlaK dell'esercito)
- 51. Panzer-Pionier-Abteilung
- 128. Panzer-Nachrichten-Abteilung
- Unità di servizi e supporto

Dati tratti da: e

## Decorazioni
Non pochi soldati della 23. Panzer-Division ricevettero decorazioni ed onorificenze per il valore dimostrato al fronte: 11 si videro appuntare nel petto la Spilla per il combattimento corpo a corpo in oro, 121 la Croce Tedesca in oro, 5 quella d'argento, 27 vennero premiati con la Spilla d'Onore dell'esercito e 31 con la Croce di Cavaliere della Croce di Ferro, delle quali 2 non confermate e 2 con Fronde di Quercia.

## Comandanti
| Nome                             | Grado           | Inizio            | Fine             | Note |
| Hans von Boineburg-Lengsfeld     | Generalmajor    | 25 settembre 1941 | 16 novembre 1941 | |
| Heinz-Joachim Werner-Ehrenfeucht | Oberst          | 16 novembre 1941  | 22 novembre 1941 | |
| Hans von Boineburg-Lengsfeld     | Generalmajor    | 22 novembre 1941  | 20 luglio 1942   | Sospeso dall'incarico perché il suo capo di SM perse i piani dell'imminente offensiva quando il suo aereo venne abbattuto dietro le linee nemiche. Fu rimesso al comando quando venne appurato che non aveva nulla a che fare con la cosa |
| Erwin Mack                       | Generalmajor    | 20 luglio 1942    | 26 agosto 1942   | Ucciso da un colpo di mortaio sovietico vicino Pjatigorsk |
| Fritz von Buch                   | Oberst          | 26 agosto 1942    | 27 agosto 1942   | |
| Erich Brückner                   | Oberst          | 27 agosto 1942    | agosto 1942      | |
| Hans von Boineburg-Lengsfeld     | Generalleutnant | agosto 1942       | 27 dicembre 1942 | Ferito a Verkhne-Kumsky ed evacuato |
| Josef Rossmann                   | Oberst          | 27 dicembre 1942  | 28 dicembre 1942 | |
| Nikolaus von Vormann             | Generalleutnant | 28 dicembre 1942  | 31 ottobre 1943  | |
| Heinz-Joachim Werner-Ehrenfeucht | Generalmajor    | 1º novembre 1943  | 18 novembre 1943 | |
| Ewald Kräber                     | Oberst          | 19 novembre 1943  | 31 dicembre 1943 | |
| Ewald Kräber                     | Generalmajor    | 1º gennaio 1944   | 8 giugno 1944    | |
| Josef von Radowitz               | Oberst          | 9 giugno 1944     | 31 agosto 1944   | |
| Josef von Radowitz               | Generalmajor    | 1º settembre 1944 | 1º marzo 1945    | |
| Josef von Radowitz               | Generalleutnant | 1º marzo 1945     | 8 maggio 1945    | |

Dati tratti da:

## Galleria d'immagini
Le seguenti tre foto non sono riconducibili direttamente alla 23. Panzer-Division: potrebbero rappresentare infatti elementi della 1ª o 24ª divisione corazzata che combatterono nella stessa zona della 23ª al momento dello scatto della foto.

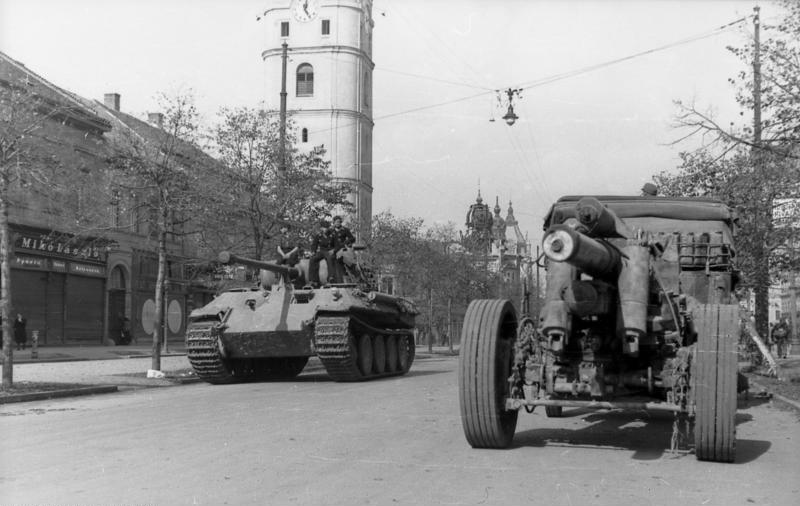
Panzer V a Tokaj in ritirata dalla Romania (ottobre 1944)
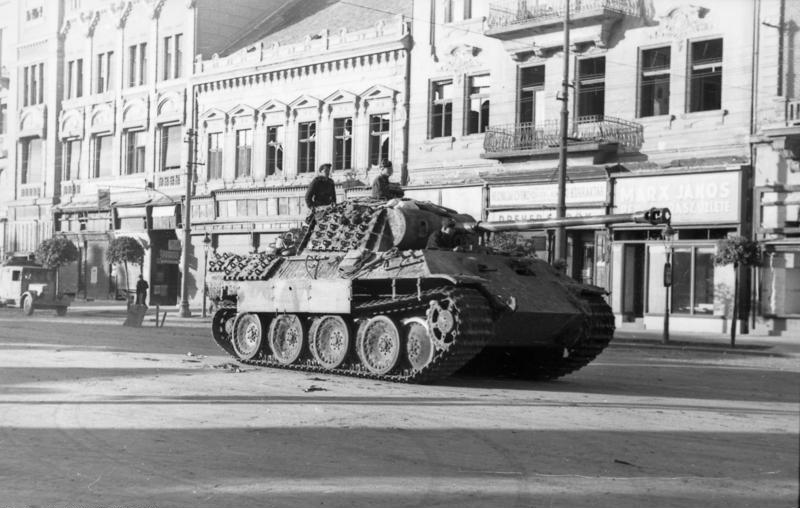
Vedi didascalia precedente. Notare i cingoli e il "grembiule" applicati allo scafo del carro per proteggerlo meglio dai colpi nemici